# HD 6434
HD 6434는 봉황자리 방향에 있는, 겉보기 등급 +8등급의 항성이다. 이 별은 태양과 매우 비슷하며 나이는 32억 살 정도이다. 이 별은 지구에서 130광년 정도 떨어져 있기 때문에 맨눈으로는 볼 수 없다. 쌍안경을 이용하면 쉽게 관찰할 수 있다.
2000년 이 별 주위를 도는 행성 한 개가 발견되었다.

## HD 6434 b
HD 6434 b는 HD 6434를 도는 외계 행성이다. 이 행성의 최소 질량은 목성의 절반 정도이다. 항성에서 매우 가까운 곳(수성 궤도보다 2.5배나 더 가깝다)을 돌고 있기 때문에 1 공전주기는 22일에 불과하다. 고전적인 ‘뜨거운 목성’인 페가수스자리 51 b와는 달리 이 행성의 공전궤도 이심률은 큰 편이다.
히파르코스 위성의 관측 결과 여러 과학자들은 이 행성의 궤도경사각이 179.9도(거의 관찰자 시각에서 볼 때 직각에 가깝다)라고 제기했다. 만약 이 주장이 사실이라면 이 행성의 질량은 무려 목성의 196배가 되기 때문에 행성이 아닌 적색 왜성 수준으로 된다. 그러나 해당 관측 자료의 타당성은 검증된 것이 아니며 통계적으로도 해당 천체가 이처럼 큰 질량을 지니고 있을 확률은 희박하다. 그러나 궤도경사각을 알 수 없기 때문에 이 행성의 실제 질량은 알려지지 않았다. 다만 항성으로까지 추측하고 있는 현실에도 불구하고, 이 천체는 행성급의 질량을 지니고 있을 확률이 크다.

## 참고 문헌
- Mayor;  외. (2004). “The CORALIE survey for southern extra-solar planets XII. Orbital solutions for 16 extra-solar planets discovered with CORALIE”. 《Astronomy and Astrophysics》 415: 391–402. doi:10.1051/0004-6361:20034250. 2006년 2월 23일에 원본 문서 (abstract)에서 보존된 문서. 2012년 8월 1일에 확인함.